# Сабака (река)
Сабака — река в России, протекает в Кировской области и Республике Марий Эл. Устье реки находится в 63 км по левому берегу реки Буй. Длина Сабаки составляет 24 км.
Исток реки находится на территории природного заказника «Бушковский лес». Река течёт на юго-восток, затем на восток. Верховья реки находятся в Кировской области, среднее и нижнее течение — в Марий Эл. Притоки — Орья, Шопшинерка, Амбонур (правые). Протекает деревни Большие Гари, Климино, Моркинер, Кугушень, Часовня, Чуриково, Сабактур. Впадает в Буй ниже села Сысоево.

## Данные водного реестра
По данным государственного водного реестра России, Сабака относится к Камскому бассейновому округу. Водохозяйственный участок реки — Вятка от города Котельнич до водомерного поста посёлка городского типа Аркуль. Речной подбассейн Сабаки — Вятка, речной бассейн — Кама.
По данным геоинформационной системы водохозяйственного районирования территории РФ, подготовленной Федеральным агентством водных ресурсов:
- Код водного объекта в государственном водном реестре — 10010300412111100038157
- Код по гидрологической изученности (ГИ) — 111103815
- Код бассейна — 10.01.03.004
- Номер тома по ГИ — 11
- Выпуск по ГИ — 1